# Alençon
Alençon je mesto in občina v severozahodni francoski regiji Spodnji Normandiji, prefektura departmaja Orne. Leta 2008 je mesto imelo 27.653 prebivalcev.

## Geografija
Kraj leži v Normandiji ob izlivu reke Briante v Sarthe, dobrih 100 km južno do jugovzhodno od Caena.

## Administracija
Alençon je sedež treh kantonov:
- Kanton Alençon-1 (del občine Alençon, občine Colombiers, Condé-sur-Sarthe, Cuissai, Damigny, La Ferrière-Bochard, Gandelain, Héloup, Lalacelle, Lonrai, Mieuxcé, Pacé, La Roche-Mabile, Saint-Céneri-le-Gérei, Saint-Denis-sur-Sarthon, Saint-Germain-du-Corbéis, Saint-Nicolas-de-Bois),
- Kanton Alençon-2 (del občine Alençon),
- Kanton Alençon-3 (del občine Alençon, občine Cerisé, Forges, Larré, Radon, Semallé, Valframbert, Vingt-Hanaps).

Mesto je prav tako sedež okrožja, v katerega so poleg njegovih vključeni še kantoni Carrouges, Courtomer, Domfront, Juvigny-sous-Andaine, La Ferté-Macé, Mêle-sur-Sarthe, Passais in Sées s 101.487 prebivalci.

## Zgodovina
Alençon je bil verjetno ustanovljen v 4. stoletju med pokristjanjevanjem ozemlja. Prvikrat se omenja v dokumentu iz 7. stoletja. V 10. stoletju je bil Alençon neodvisna državica med Normandijo in ozemljem Maine. Leta 1047 ga je po obleganju zavzel normanski vojvod Viljem, kasnejši angleški kralj. V času Anglo-Normanskih vojn (1113-1203) je bil nekaj časa v rokah Angležov.
Kraj je postal sedež vojvodstva v letu 1415 in je pripadal sinovom francoskih kraljev vse do francoske revolucije.
Med drugo svetovno vojno, od 17. junija 1940 do 12. avgusta 1944, ko ga je osvobodila francoska vojska pod generalom Leclercom, je bil okupiran s strani nemške vojske.

## Znamenitosti
- Château des Ducs;
- cerkev Notre-Dame iz 15. stoletja,
- mestna hiša Hôtel de Ville (1783-88).

## Pobratena mesta
- Basingstoke (Združeno kraljestvo),
- Koutiala (Mali),
- Quakenbrück (Nemčija).